# اوروش دلیچ
اوروش دلیچ (انگلیسی: Uroš Delić؛ زادهٔ ۱۰ اوت ۱۹۸۷) بازیکن فوتبال اهل مونته‌نگرو است که در پست هافبک وسط برای باشگاه فوتبال گل‌گهر سیرجان در لیگ برتر خلیج فارس بازی می‌کرد.
از باشگاه‌هایی که در آن بازی کرده‌است می‌توان به باشگاه فوتبال کوپر و باشگاه فوتبال اسکیلستونا اشاره کرد.